# Horizont (Lied)
Horizont ist ein 1987 als Single veröffentlichtes Lied des deutschen Rocksängers Udo Lindenberg, das zunächst im November 1986 auf seinem Album Phönix erschien. Nach dem Beginn des Refrains wurde unter anderem das Musical Hinterm Horizont benannt.

## Hintergrund
Die Rockballade wurde von Udo Lindenberg geschrieben, der Text stammt von Bea Reszat. Der Song wurde von Lindenberg gemeinsam mit den Ströer Bros. für das Album Phönix produziert. Im Songtext spricht die Hauptfigur eine ehemals befreundete Person offenbar nach einer Trennung oder anderen einschneidenden Ereignissen an: „Wir war’n so richtig Freunde für die Ewigkeit / Das war doch klar / Haben die Wolken nicht gesehen am Horizont / Bis es dunkel war / Und dann war’s passiert / Hab es nicht kapiert / Ging alles viel zu schnell / Doch zwei wie wir / Die können sich nie verlier’n!“ Für die Hauptfigur des Texts geht es „hinterm Horizont“ jedoch weiter und „ein neuer Tag“ bricht gleichsam an. Lindenberg widmete den Song Gabi Blitz, seiner langjährigen Wegbegleiterin und Privatsekretärin, die im Mai 1986 aufgrund ihres Drogenkonsums verstorben war. Darauf deutet auch die Textzeile „ein Paar wie Blitz und Donner“ im Songtext hin sowie die „Wolken“ am Horizont, die für ihren Tod stehen.
Lindenberg schrieb den Song in einem Hotelhochhaus in Timmendorfer Strand, in dem er einen weiten Blick auf den Horizont hatte. Ursprünglich sollte Heinz Rudolf Kunze den Song schreiben, doch diesem fiel zu dem Thema laut eigener Aussage kein ausreichender Song ein, weswegen Lindenberg ihn dann doch selbst schrieb. Heute steht in Timmendorfer Strand ein Horizont-Denkmal mit einer Silhouette Lindenbergs und dem Schriftzug „Horizont“, durch den der Horizont betrachtet werden kann.

## Veröffentlichung und Rezeption

### Singles und weitere Veröffentlichungen
Das Lied erschien im Februar 1987 bei Polydor als 7"-Single mit der B-Seite Sternenreise. Es erschien auch auf etlichen Kompilationen und Livealben. Auf dem Singlecover ist Lindenberg in Schwarz-Weiß mit einer Zigarette im Mund im Profil zu sehen. Zudem war das Lied auch als 12"-Single mit einer Extended Version erhältlich. Der Hintergrundgesang stammt jeweils von Christin Sargent. Am 22. April 1987 sang Udo Lindenberg das Lied bei einem von zwei Auftritten in der ZDF-Hitparade als Platz zwei der zu dieser Zeit per Tippschein ermittelten Titel.
2003 nahm Lindenberg den Song mit Nena neu auf. Am 3. Juni 2011 sang Udo Lindenberg während eines MTV-unplugged-Konzerts Horizont in einer akustischen Version, die mit anderen Songs des Konzerts unter MTV Unplugged – Live aus dem Hotel Atlantic im September 2011 veröffentlicht wurde.

### Musicalversionen
Auch nahm er den Song 2011 gemeinsam mit der Schauspielerin und Sängerin Josephin Busch als Hinterm Horizont geht’s weiter auf. Dabei handelt es sich um die Version aus dem Musical Hinterm Horizont, das von Lindenbergs Leben handelt und nach dessen Angaben auf einigen wahren Gegebenheiten basiert. In diesem singt der Protagonist (gespielt von Serkan Kaya bzw. 2016 Alex Melcher) das Lied im zweiten Akt in Moskau für sein „Mädchen aus Ost-Berlin“ namens Jessy. In dieses hat er sich in der Handlung bei seinem dortigen Konzert im Jahr 1983 verliebt. Auch gibt es eine Version von Busch gemeinsam mit Kaya.

### Charts und Chartplatzierungen
Horizont erreichte erstmals am 2. März 1987 die deutschen Singlecharts und erreichte am 6. April 1987 mit Rang 18 seine beste Chartnotierung. Die Single platzierte sich 17 Wochen in den Charts und wurde für Lindenberg zum dritten Charthit nach Wozu sind Kriege da? und Sonderzug nach Pankow. Es war die erste Single-Chartnotierung nach fast vier Jahren, letztmals platzierte sich Lindenberg mit Sonderzug nach Pankow in der Chartwoche vom 27. Juni 1983 in den Charts. Obwohl Horizont nicht einmal die Top 10 erreichte, war es in der Chartwoche vom 27. April 1987 das erfolgreichste deutschsprachige Lied in den Charts.

### Coverversionen
Zahlreiche Coverversionen existieren, darunter sind:
- Rosenstolz (Hinter dem Horizont)
- Matthias Reim
- Karel Gott
- Giovanni Zarrella (Dietro l’orizzonte)
- Michael Hirte (Hinterm Horizont geht’s weiter)
- Tina Frank (Hinterm Horizont geht’s weiter)
- Wolfgang Petry
- Pat
- Adoro
- Aaron
- M!lster (Hinterm Horizont)